# 哈伊努夫卡市镇
哈伊努夫卡市镇（波蘭語：Gmina Hajnówka）是波兰波德拉谢省的一个乡村型市镇，隶属于哈伊努夫卡县，治所位于同名城市哈伊努夫卡，然而此市不在该市镇辖境之内。总面积为293.15平方千米，截至2019年6月30日总人口为3872人。